# Kappsta gård

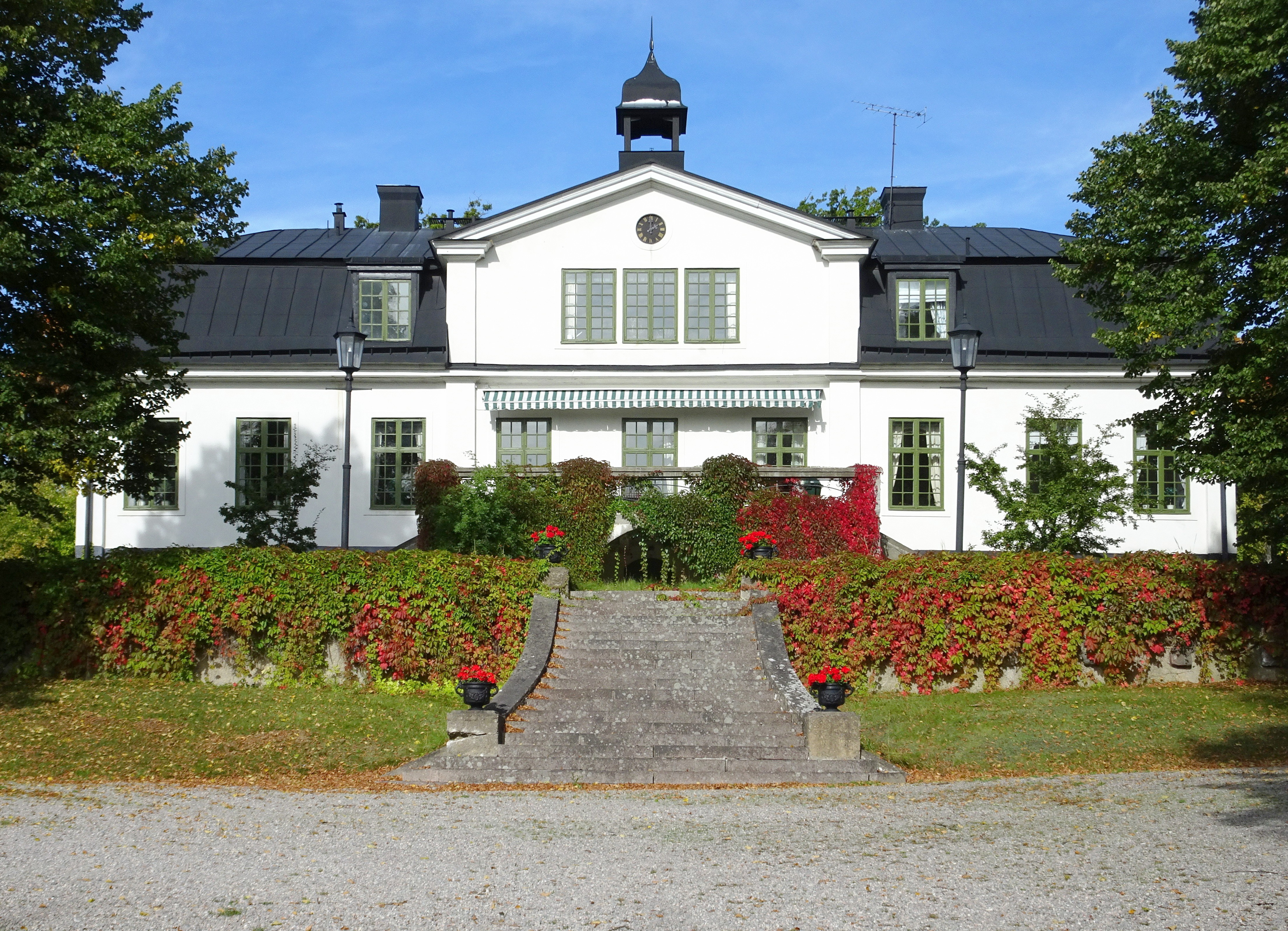
Kappsta gårds huvudbyggnad från söder, september 2021.

Kappsta gård är ett tidigare säteri och en herrgård som ligger i Lids socken invid Kappstasjön mellan Nyköping och Gnesta i Nyköpings kommun, Södermanlands län.

## Historik
Kappsta har anor sedan järnåldern. I direkt närhet till gårdsbebyggelsen finns flera gravfält och stensättningar. Det största av dem återfinns cirka 400 meter norr om gårdens huvudbyggnad och omfattar 32 fornlämningar som består av 17 högar och 15 runda stensättningar. I skriftliga handlingar omtalas Kappsta redan 1329 i ett gåvobrev som "in villa kapastun".
Kappstas nyare historik kan följas tillbaka till 1551 då egendomen kallas Campistada och donerades till H. Kamphausen. En följande ägare hette Conrad von Tecklenburg (eller Teckelberg) som år 1621 fått stället av kronan som ersättning för fullgjord tjänst. Vid Kappsta valde han att bygga sig ett säteri som stod färdigt strax innan sin död 1623.

### Kappsta under Siegroth

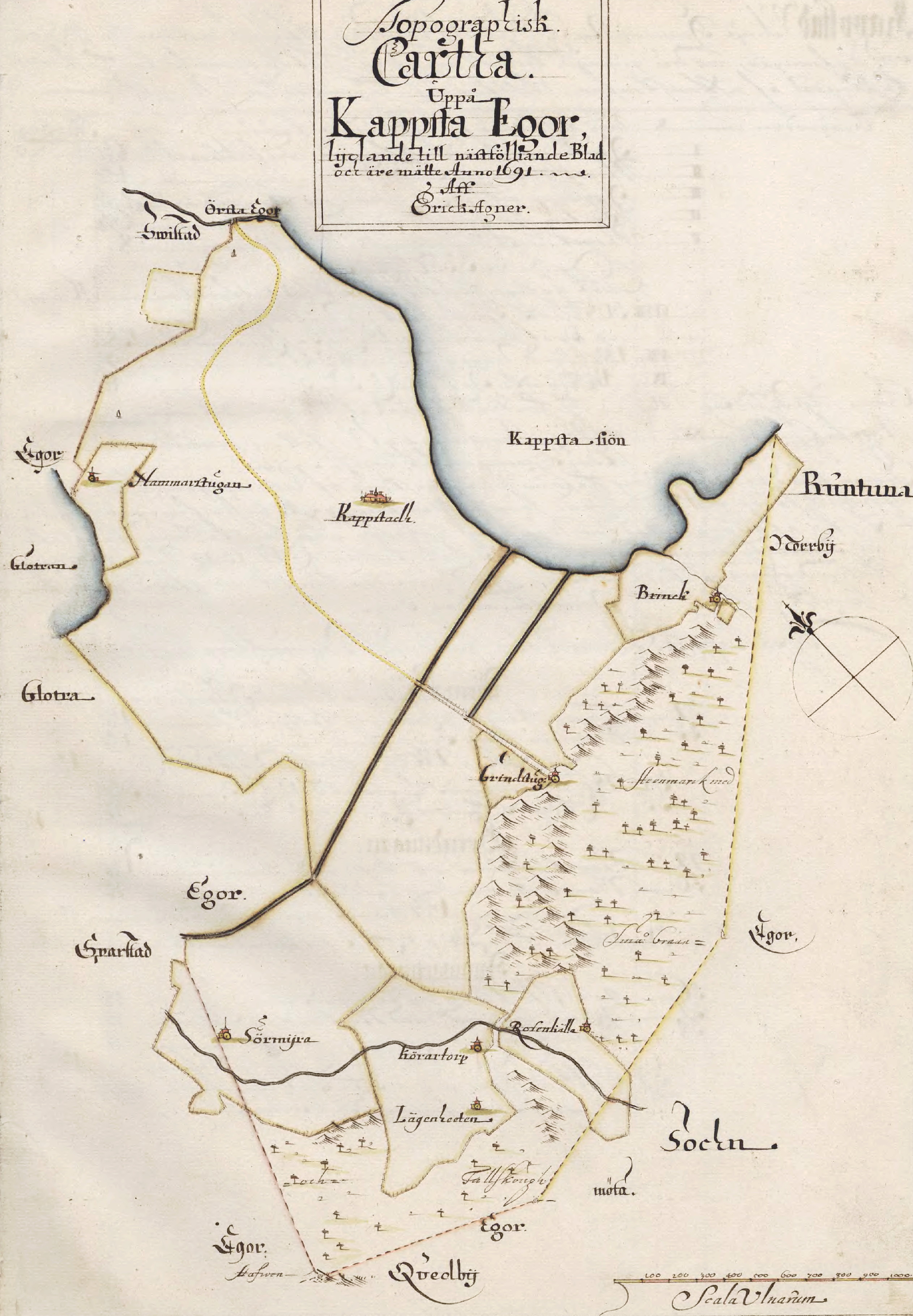
Eric Agners karta, 1691.

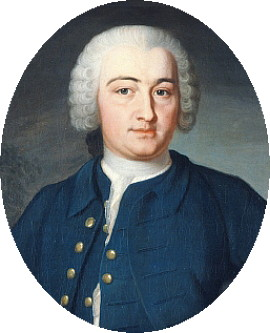
G.A. von Siegroth.

Hans änka gifte sig med översten och assessorn David Fredrik Siegroth (född i Schlesien) som tillträdde egendomen 1625 varvid gården erhöll sätesfrihet. Med honom började den långa Siegrothska perioden på Kappsta som skulle vara till 1818. Efter Siegroths död 1649 övertogs egendomen av hans son, kammarherren och assessorn, Gustaf Adolf von Siegroth den äldre (1639–1670). 
Kappstas huvudbyggnad var vid den tiden en mindre timrat gård som under Gustaf Adolf von Siegroth indrogs till kronan. Gårdens beskaffenhet illustreras av lantnätaren Eric Agners beskrivning från början av 1690-talet. Där framgår att huvudbyggnaden var en envåningslänga flankerad av två flyglar. Vidare hette det bland annat: ”Husen både i man- och ladugården efter ägarens villkor nogsamt byggde och behörigen vid makt hållna”. Ägorna sträckte sig huvudsakligen från Kappstasjön och söderut. Gårdsbebyggelsen fanns i norra delen.
På 1690-talet tilldelades gården kavalleriet medan familjen Siegroth fick bo kvar. 1773 återköptes Kappsta av Gustaf Adolf von Siegroth (barnbarns barn till Gustaf Adolf Siegroth den äldre), dåvarande översten i Södermanlands regemente. Med honom upplevde Kappsta sin blomstringstid med bland annat bygget av ett nytt corps de logi som i stora delar överensstämmer med dagens herrgård. 
Han avled barnlös 1802 på Kappsta som ärvdes av brodern kanslirådet Carl Ludvig von Siegroth. Den senare avled redan efter tre år och gården tillföll hans båda döttrar Sofia och Lovisa von Siegroth vilka sålde egendomen 1818 till grosshandlaren och friherren Johan Albert Kantzow.

### Kappsta efter 1800-talets mitt fram till idag
År 1849 sålde Kantzow gården till Edvard Sucksdorff (eller Sacksdorf) som i sin tur sålde Kappsta till Edvard Otto Bendichs 1858. Efter Bendichs vandrade egendomen genom flera händer tills den 1896 köptes av C.A. Weinberg, ärvdes därefter av sonen Eric Weinberg och köptes 1925 av ryttmästaren Gregor Mac-Deal Wikström. Sedan 1982 ägs Kappsta av familjen Ljungberg.

Historiska bilder
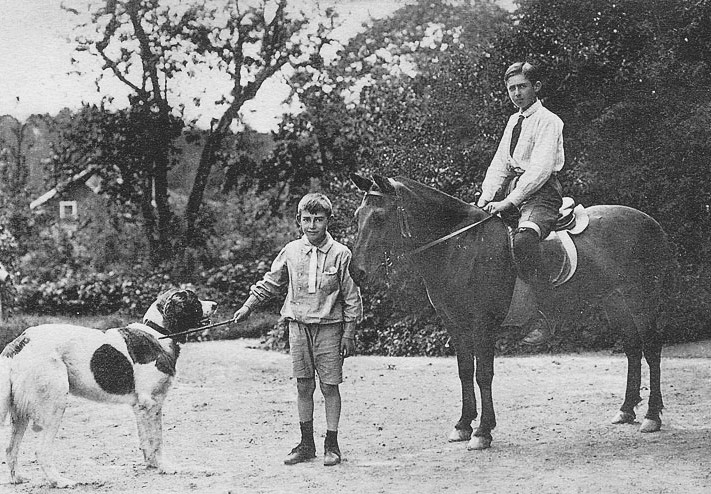
Christian och Sten Weinberg på Kappsta ca 1916.
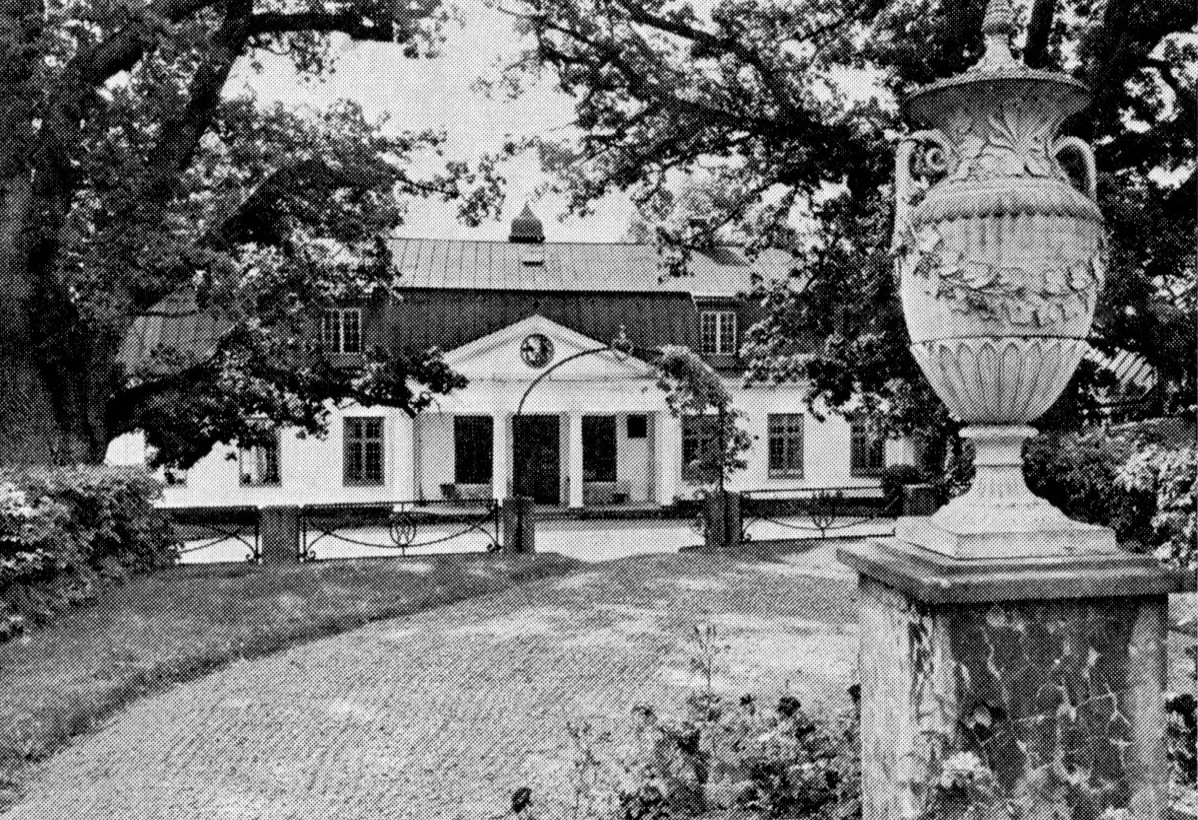
Huvudbyggnaden från norr, 1968.
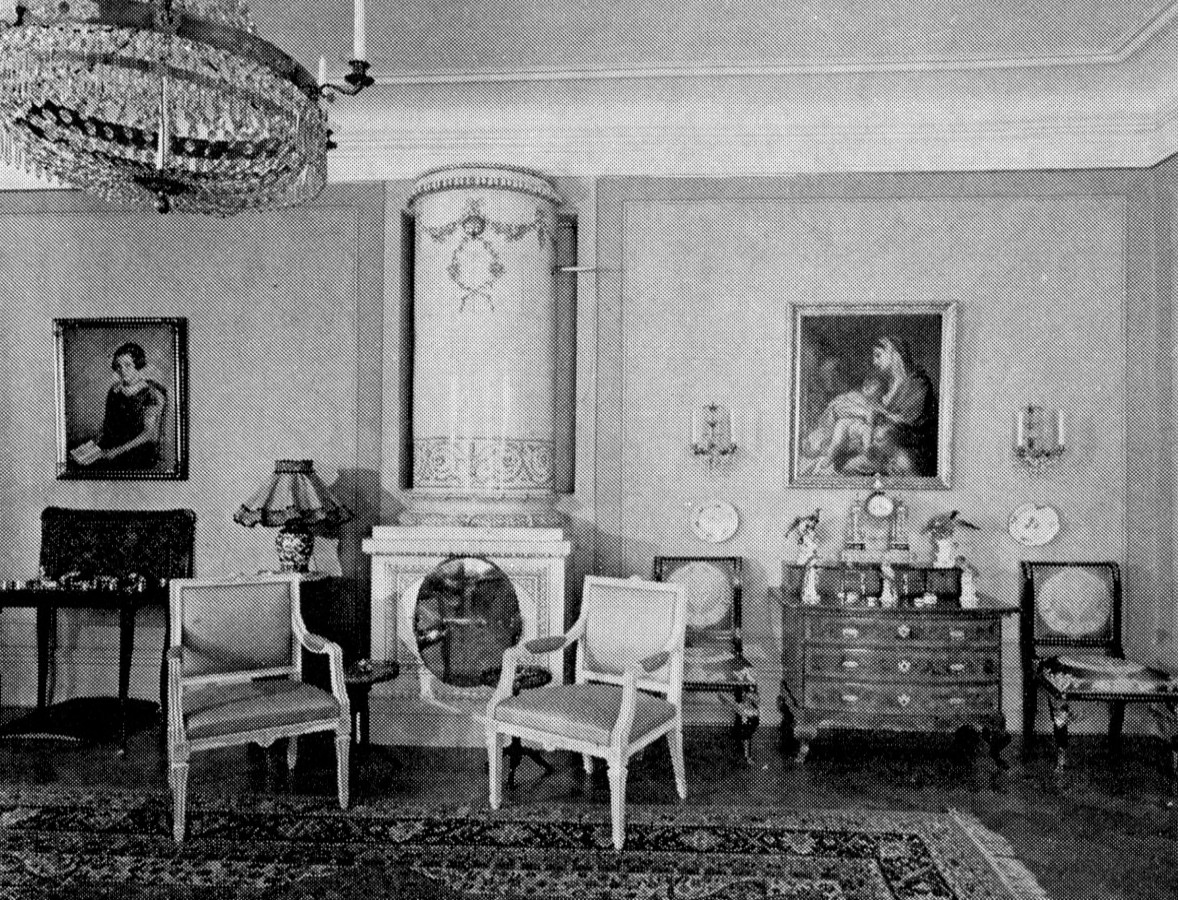
Empirsalongen, 1968.
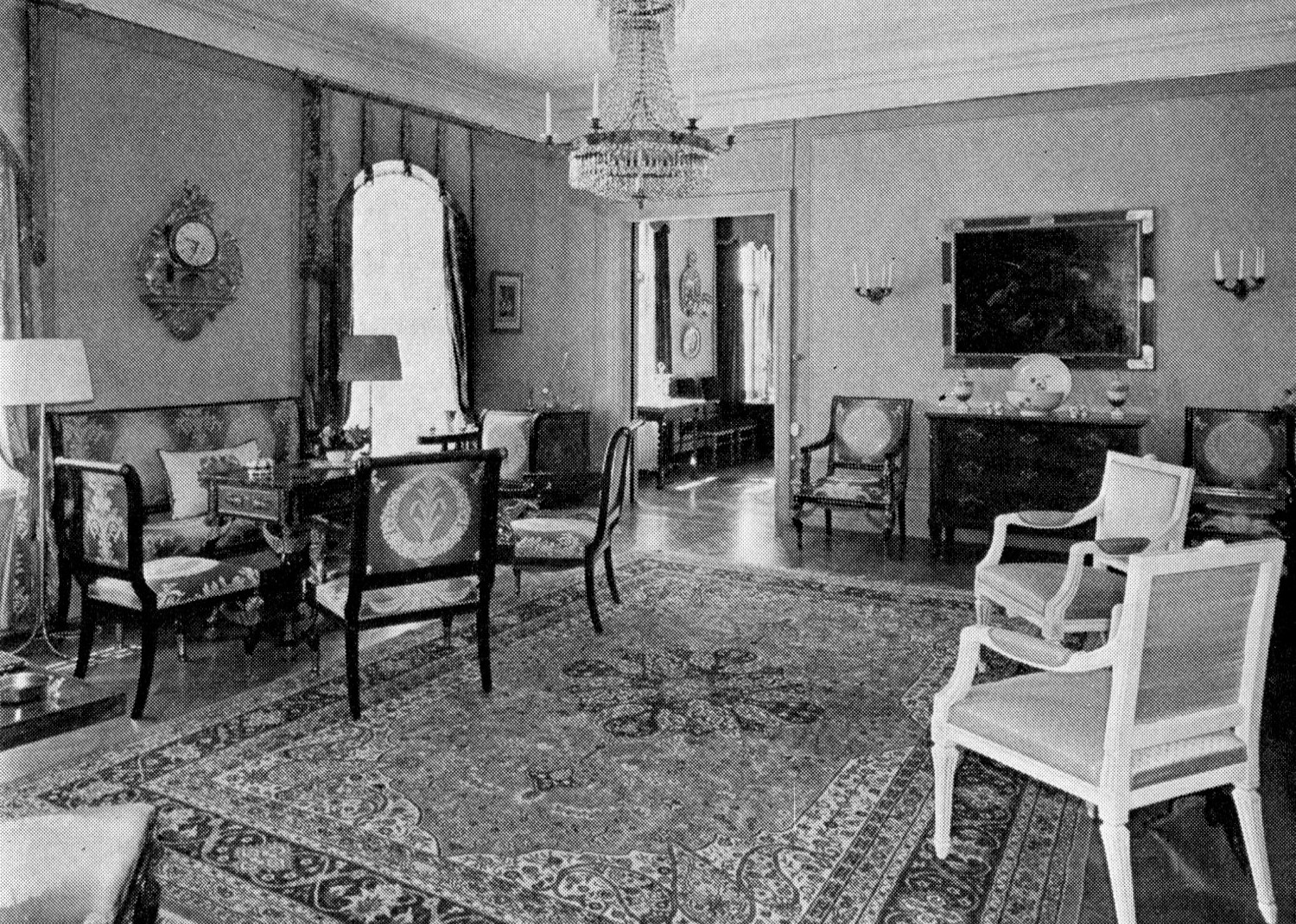
Stora salongen, 1968.

### Huvudbebyggelsen

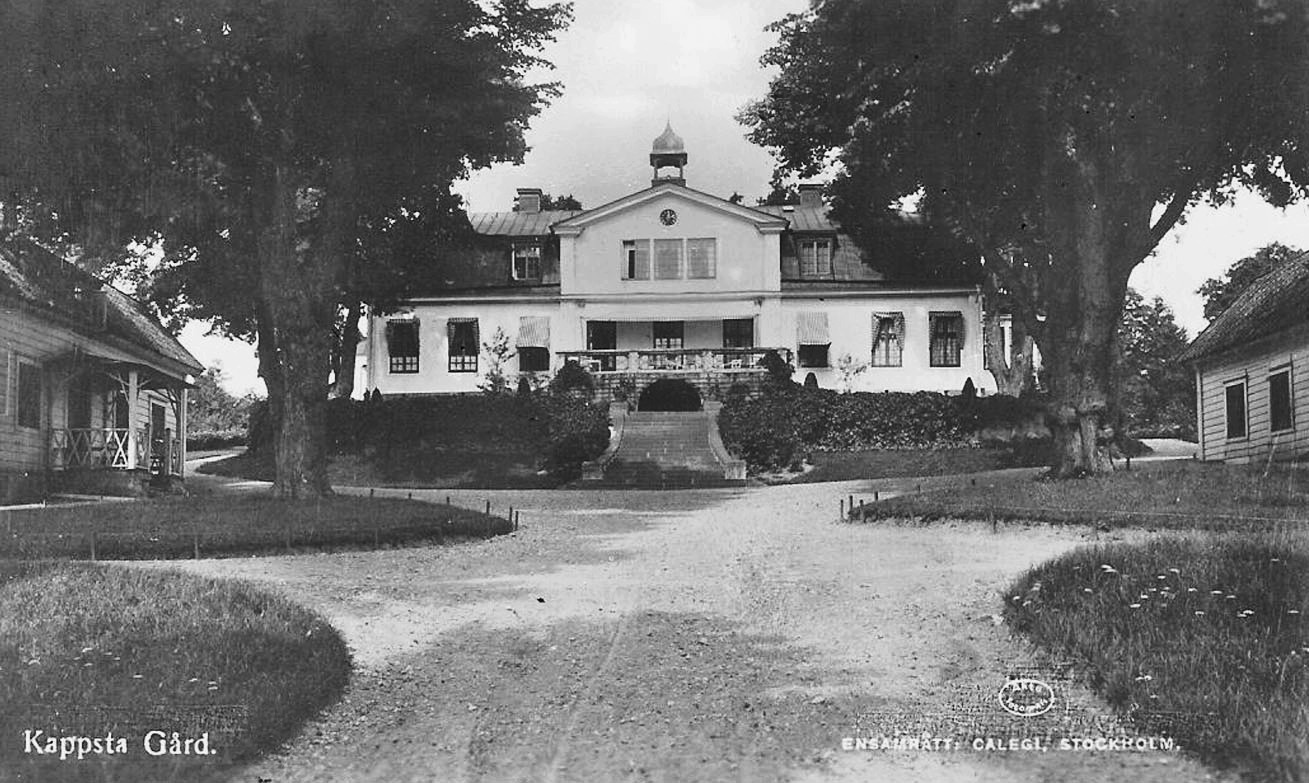
Huvudbyggnaden från söder 1930.

Huvudbyggnaden ligger högt och fritt med utsikt över Kappstasjön. Från landvägen, som gör här en nittiograders sväng, leder en lindplanterad allé upp till gårdens huvudbebyggelse. Ytterligare en allé kommer in från öster. Kärnan i byggnaden år från 1600-talets början och 1700-talets slut. Exteriören bär spår av senare ombyggnader som utfördes huvudsakligen omkring 1916 under Erik Winbergs tid som ägare. Byggnaden moderniserades 1926 och innehåller 14 rum, två hallar och en köksavdelning. På 1960-talet hade stora salongen en enhetlig inredning med mahognymöbler. I empirsalongen på övervåningen märks en kolonnkakelugn från Gustaf Adolf von Siegroth tid, dekorerad med von Siegroths vapen.
Corps de logi är en timrad och reveterad envåningsbyggnad under ett högt, valmat sadeltak med inredd vind. Huvudfasaden vändes mot söder och allén och accentueras av en lanterninkrönt frontespis i två våningar. En bred fritrappa leder upp till byggnaden. Entrén ligger emellertid på norrsidan. Portalen är indragen under en altan som bärs upp av fyra kolonner.
Huvudbyggnaden omges av fyra flyglar, två på södra sidan och två på norra sidan. De båda norra är uppförda 1778 under von Siegroths tid 1778. Den västra är förenad genom en förbindelsegång med huvudbyggnaden. Det södra flygelparet inrymde ursprungligen bostäder för chaufför och trädgårdsmästare. Gårdens ekonomibyggnader uppfördes på 1890-talet och samlas innanför vägsvängen söder om herrgården. Här samlas bland annat magasin, ladugård, stall, loge, redskapsskjul och vagnslider. 
På 1940-talet fanns 50 kor och 40 ungnöt på gården, dessutom ett 20-tal hästar, fem gäss och 100 höns. År 1954 brann gamla ladugården ner. Ny uppfördes och även den råkade ut för brand mitten av 1960-talet. Då brann övervåning och tak. På gården som omfattar en areal om 6 648 hektar bedrivs konventionellt jordbruk.

### Torp

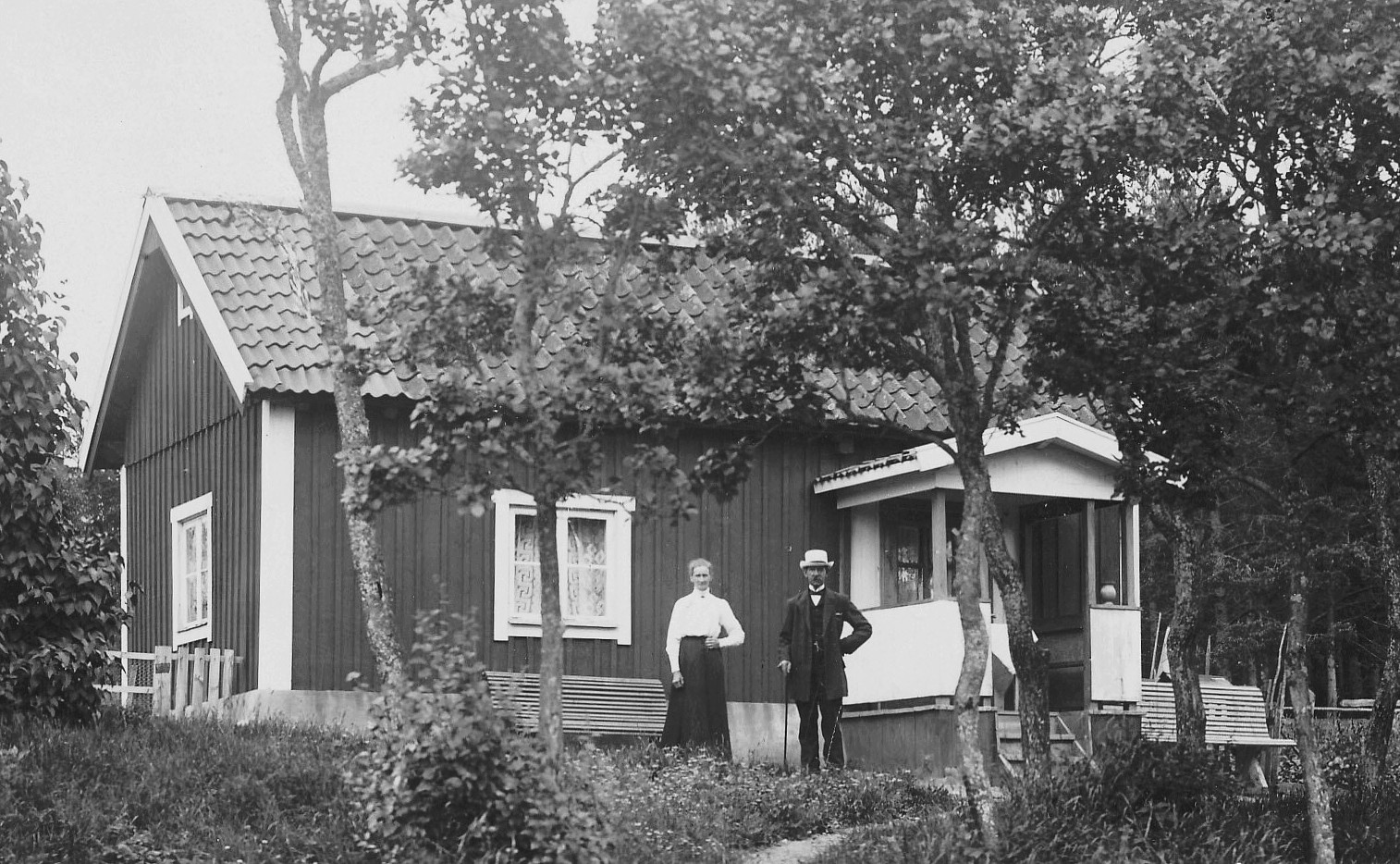
Torpet Rosenkälla, 1930-tal.

Under Kappsta låg flera torp, bland dem (från norr till söder):
- Bergstugan (rivet före 1900)[3]
- Stora och Lilla Hammarstugan (från slutet av 1600-talet)[4]
- Brink (från 1670-1680-talet)[5]
- Grindstugan Lid (troligen från 1678)[6]
- Körartorp (från 1668)[7]
- Sörmyra (finns på karta från 1691)[8]
- Rosenkälla (från 1665)[9]
- Kappstas ryttar- grenadjärtorp nr 32 även kallat Lägenheten (finns på karta från 1691)[10]

### Ägarlängden
- 1551: H. Kamphausen
- 1570-tal: Kyrkan
- 1590: Anna Hansdotter Garstenberg
- 1600: Kronan
- 1621: Conrad von Tecklenburg
- 1624: David Fredrik von Siegroth
- 1647: Gustaf Adolf von Siegroth den äldre
- 1670: Carl Gustaf von Siegroth
- 1739: Conrad Gustaf von Siegroth
- 1762: Gustaf Adolf von Siegroth
- 1802: Carl Ludvig von Siegroth
- 1805: Sofia och Lovisa von Siegroth
- 1818: Johan Albert Kantzow
- 1849: Edvard Sucksdorff
- 1858: Edvard Otto Bendichs
- 1878: Pehr Lundh
- 1896: C.A. Weinberg
- 1914: Eric Weinberg
- 1925: Gregor Mac-Deal Wikström
- 1982: familjen Ljungberg

### Nutida bilder

Huvudbyggnad och flyglar
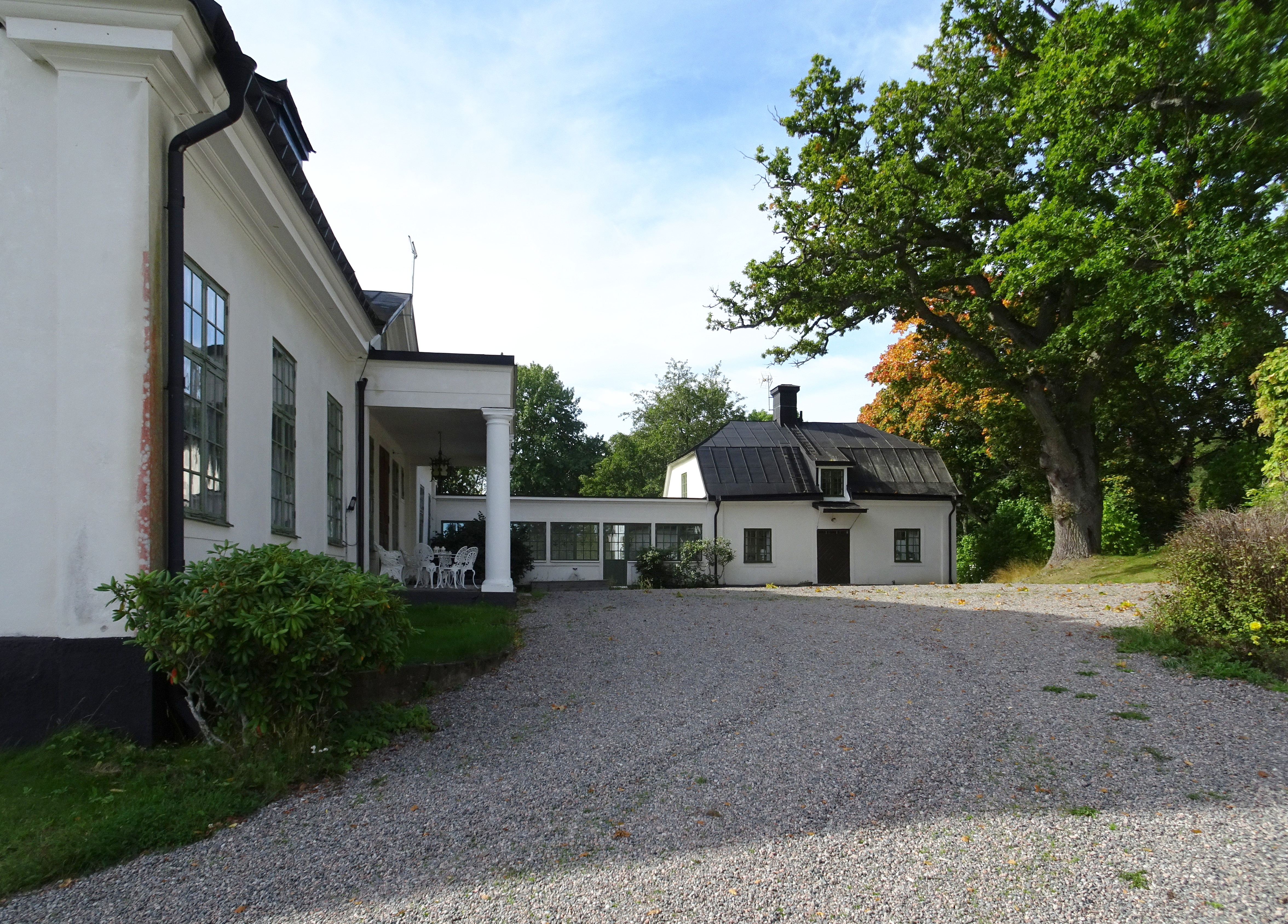
Norra fasaden och nordvästra flygeln.
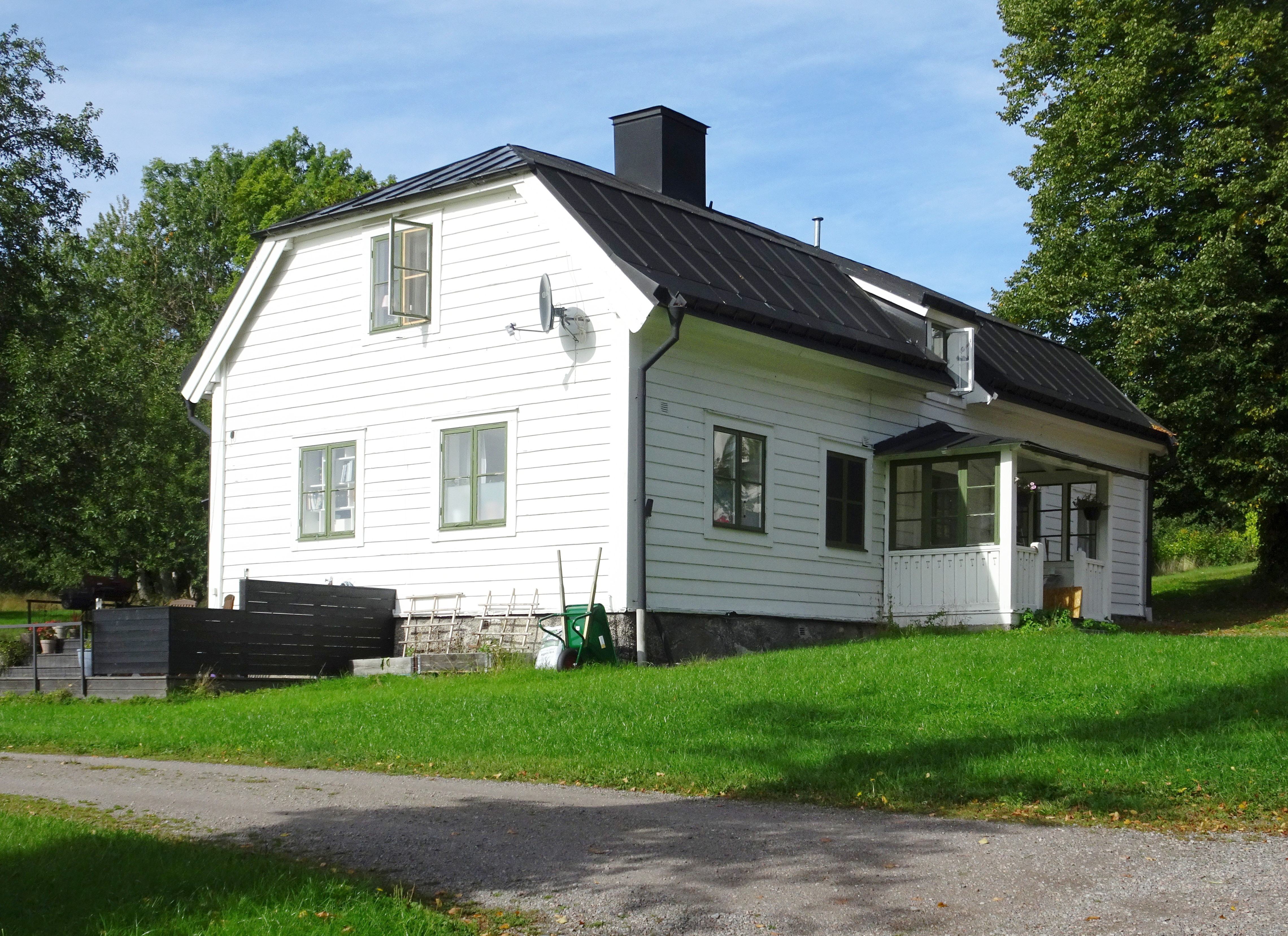
Sydvästra flygeln.
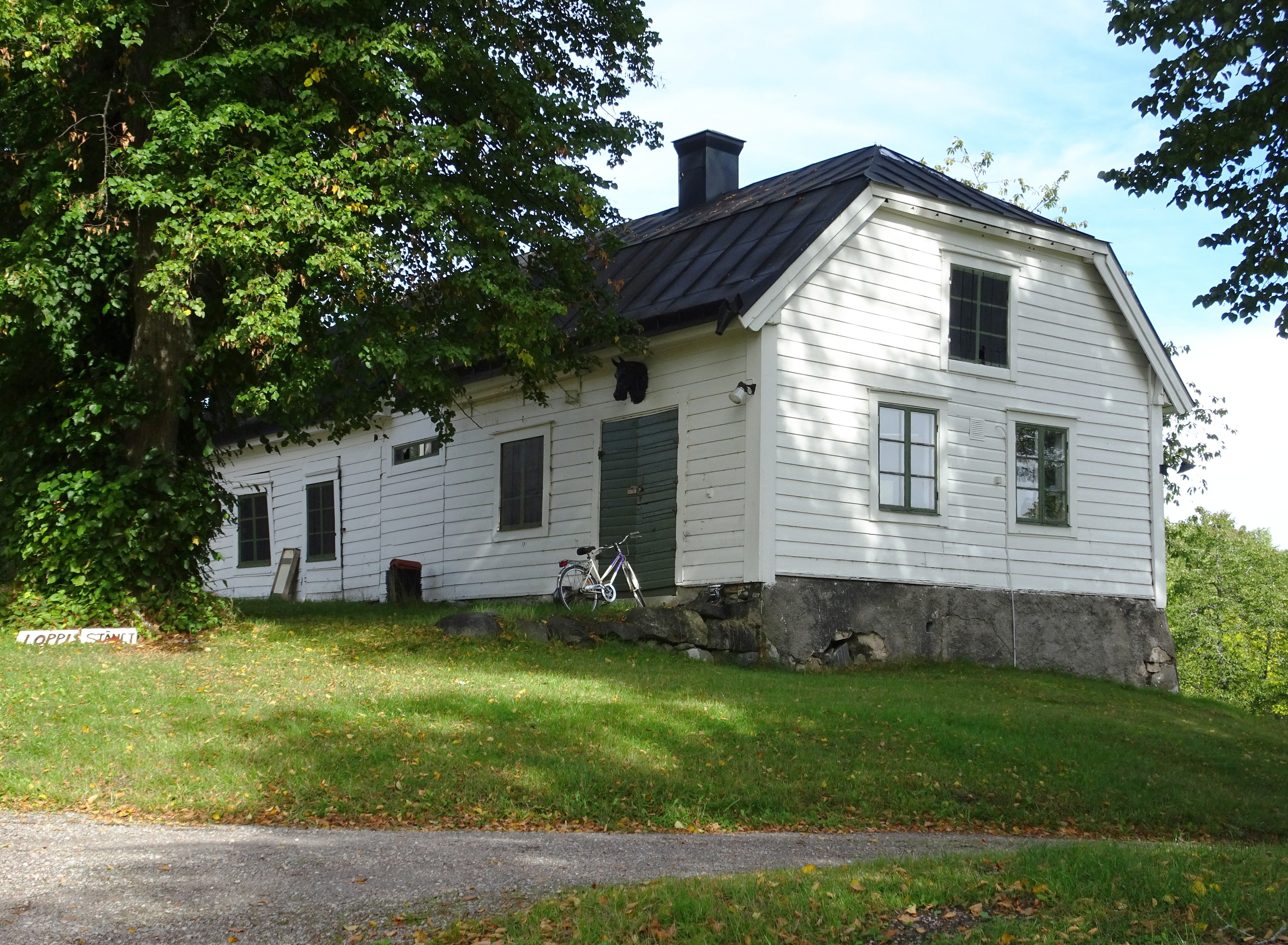
Sydöstra flygeln.
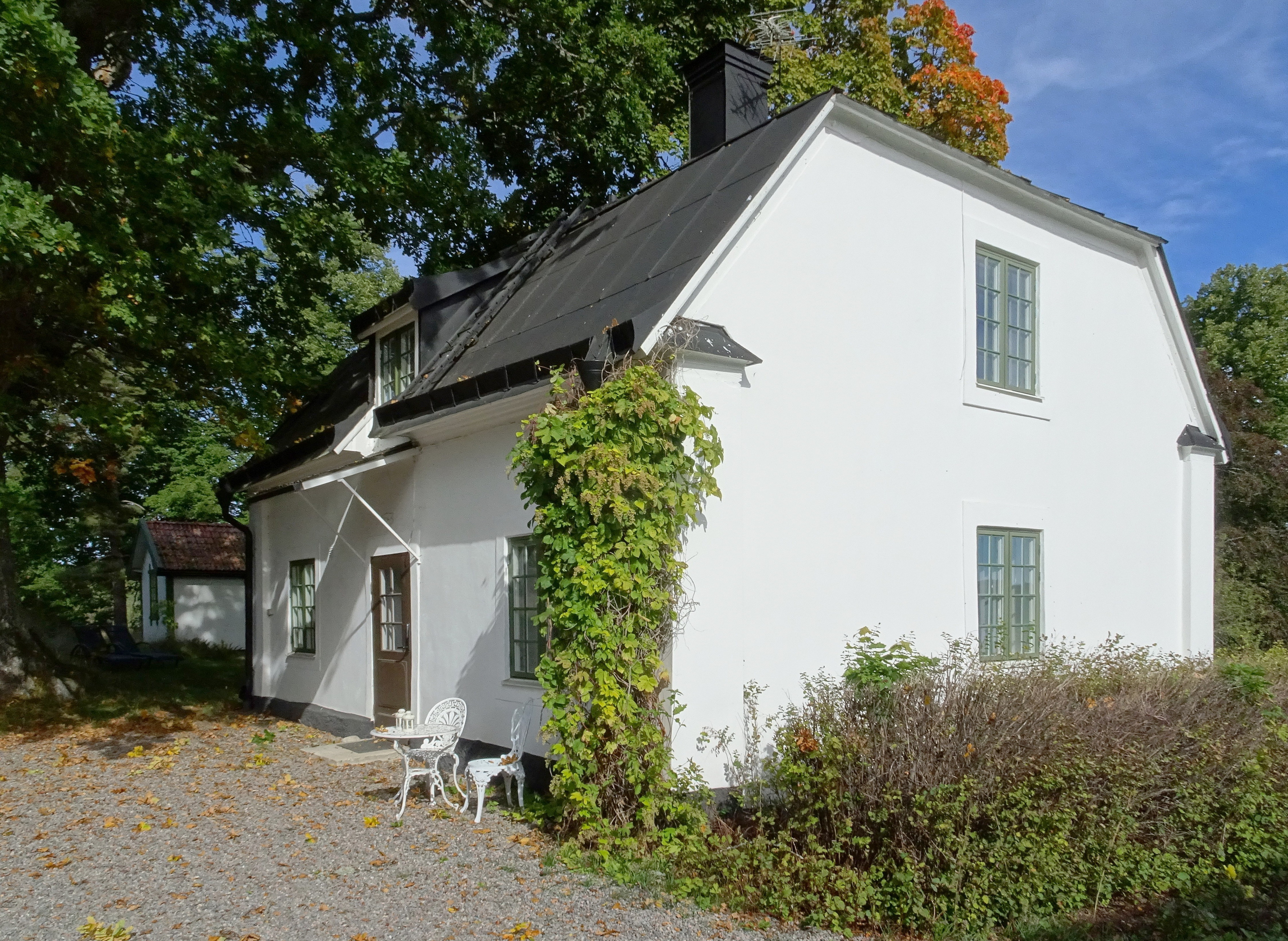
Nordöstra flygeln.

Omgivningen
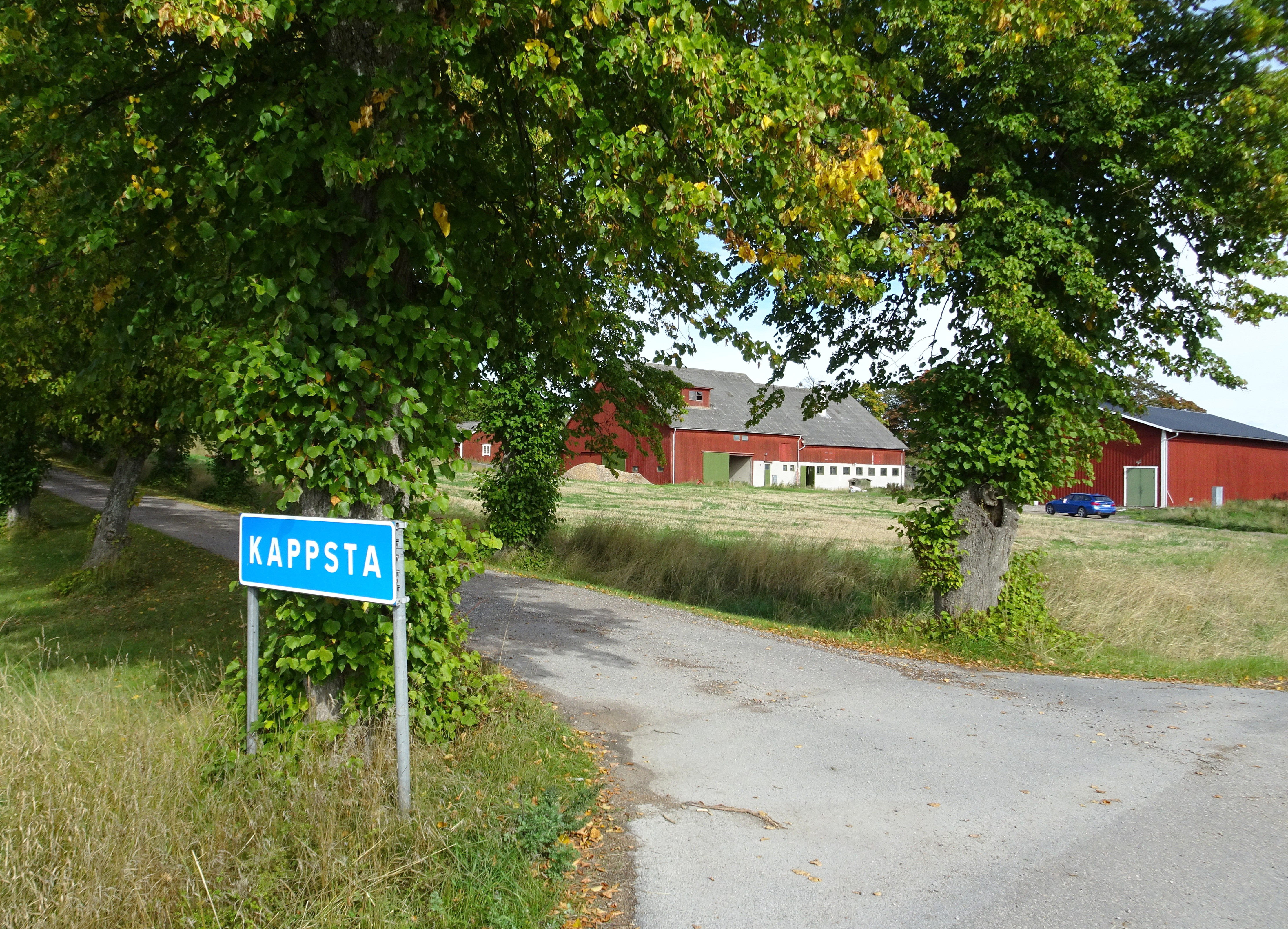
Gårdens ekonomibyggnader vid landsvägen.
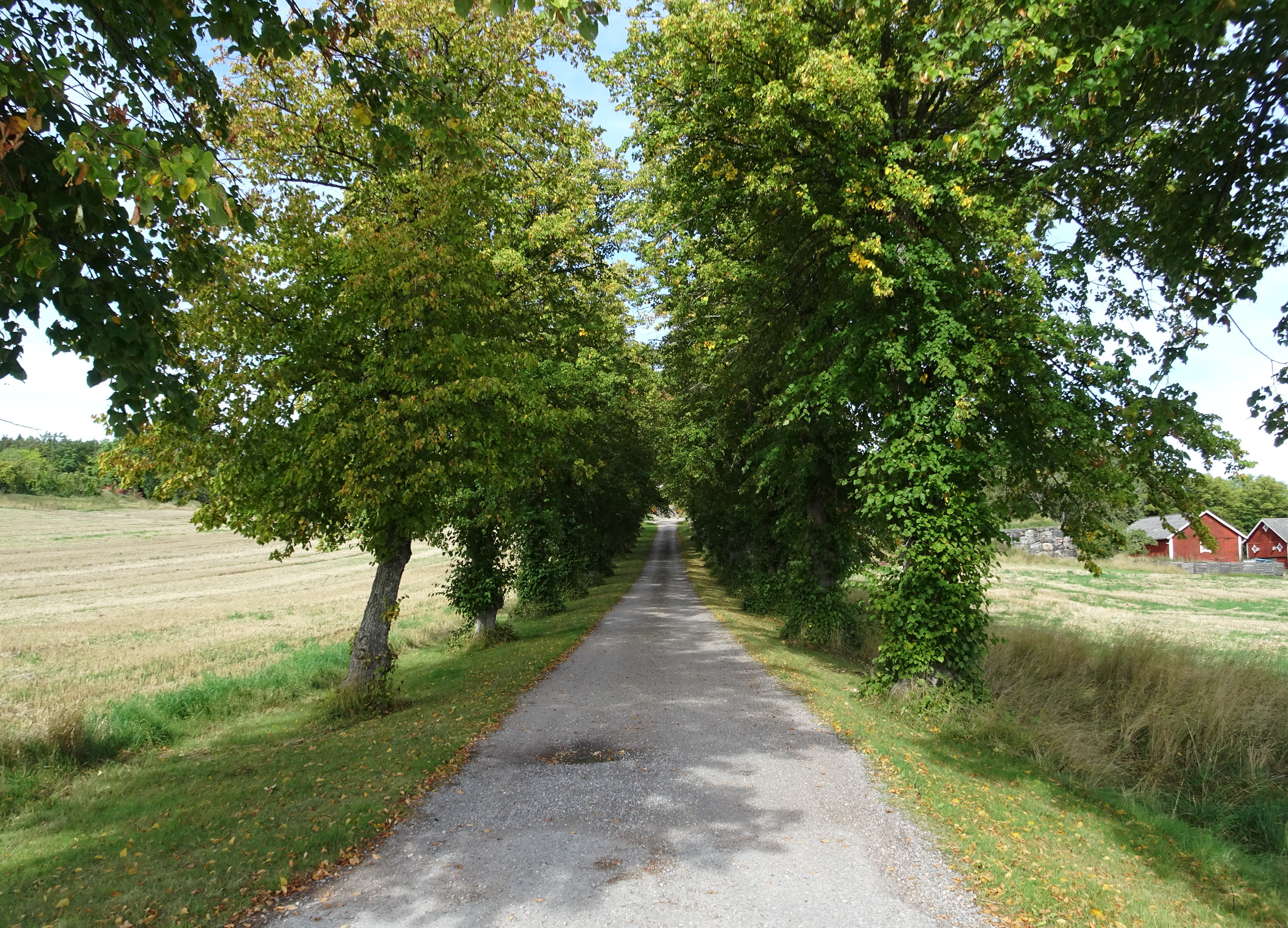
Lindallén mot norr.
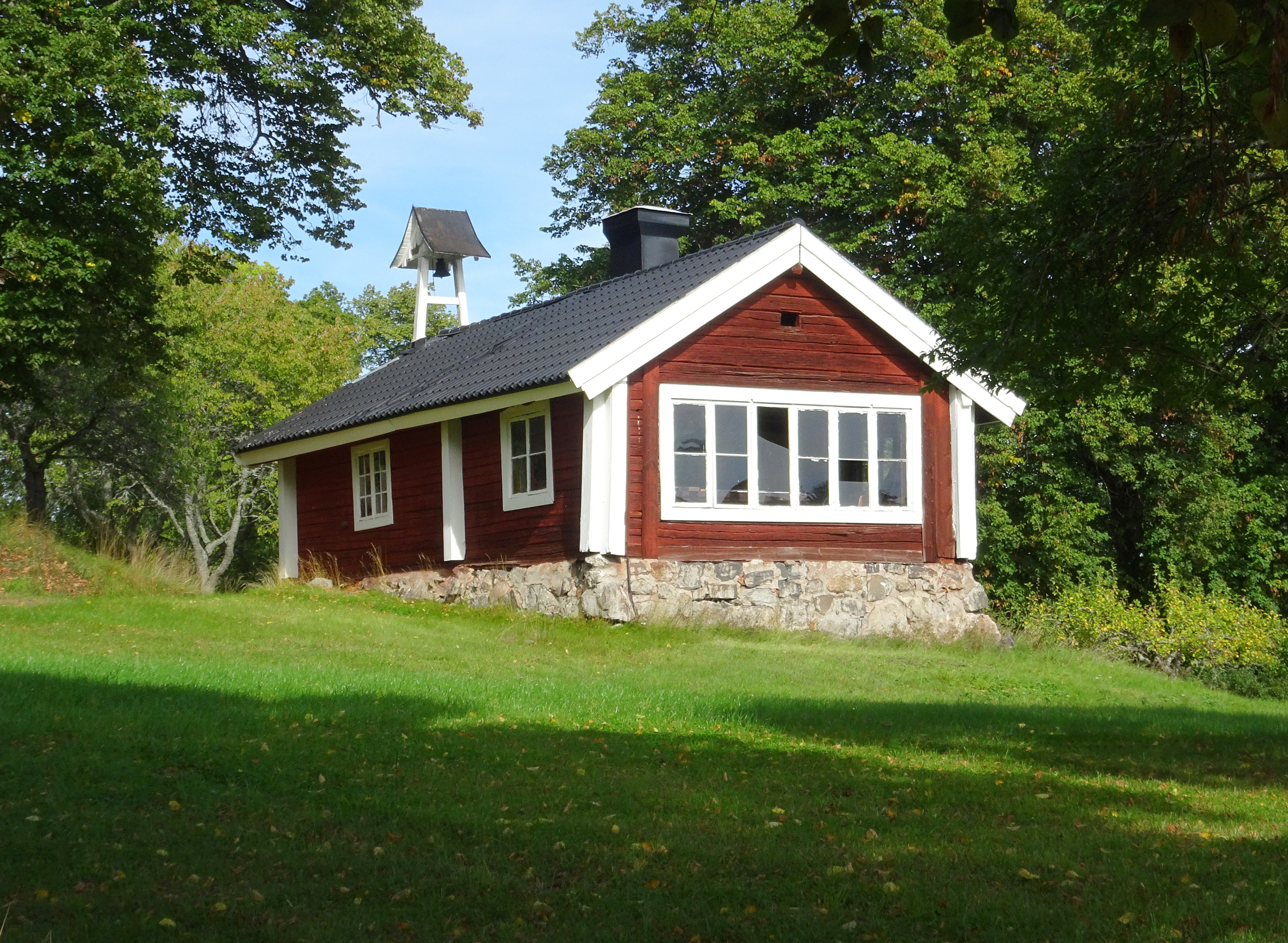
Äldre gårdsstuga med vällingklocka.
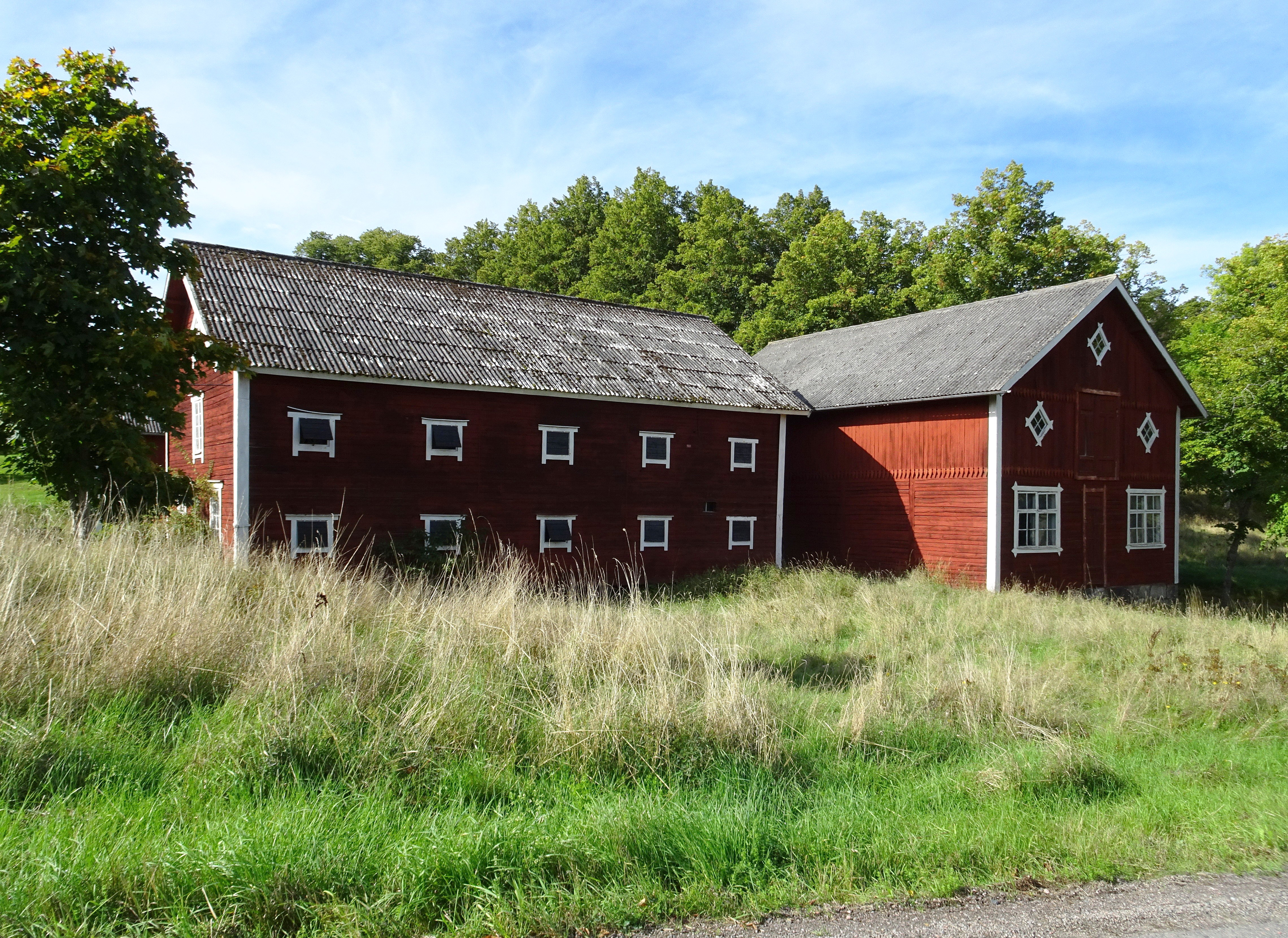
Äldre magasin och ladugård.

## Kappsta på Lidingö

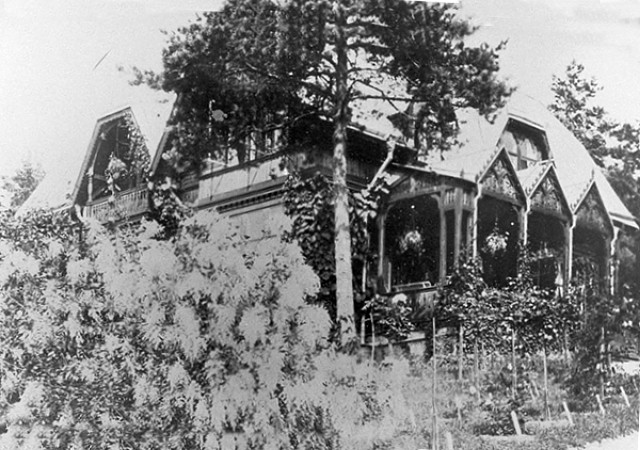
Cirka 1900.

Edvard Otto Bendichs svärson, läkaren Per Johan Wising, köpte 1882 en tomt på Lidingö utanför Stockholm där han lät bygga en sommarvilla som han kom att kalla Kappsta efter svärfaderns gård i Lids socken. På Kappsta i Lidingö föddes 1912 Raoul Wallenberg som växte upp där. 1931 brann huvudbyggnaden ner efter ett blixtnedslag. Egendomen stod dock kvar i familjen Wallenbergs ägo till 1947. Idag är Kappsta en minnesplats över Raoul Wallenberg med skulpturen Attachéväska R.W., Wallenbergs attachéväska i brons, som sedan 2002 står på villans husgrund.